# Ambrosio Olmos
Ambrosio José Olmos (Dolores, Córdoba, 7 de diciembre de 1839 - Olivos, Buenos Aires, 30 de abril de 1906) fue un comerciante, terrateniente y político argentino de la Generación del 80, que llegó a ser  gobernador de la Provincia de Córdoba, Argentina, por el conservador Partido Autonomista Nacional aunque no logró concluir su período debido a que fue destituido por un juicio político impulsado por la oposición juarista.

## Sus inicios
Poco se sabe de la juventud de Ambrosio Olmos, salvo un incidente ocurrido cuando era dependiente –tenía veintiún años– en el comercio mayorista de José María Méndez, en la capital cordobesa. Los liberales cordobeses, impulsados por el general Bartolomé Mitre, incubaron una conspiración contra el gobierno provincial a cargo de partidarios de la Confederación Argentina. La policía local logró enterarse tempranamente del motín, y concretó allanamientos que tuvieron como resultado algunos enfrentamientos de armas.
Ambrosio Olmos, que apoyaba la conspiración, fue apresado más tarde aunque duró pocos días su detención. Sin embargo, fue despedido por su patrón, que era adepto al gobernador. Ello decidió su futuro, pues marchó rumbo a la frontera indígena buscando mejor fortuna.

## Desarrollo como terrateniente

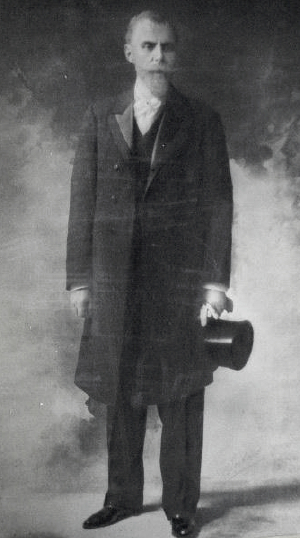
El comerciante y terrateniente Ambrosio Olmos.

Ambrosio Olmos comenzó en el Fortín Achiras al instalar un pequeño comercio o pulpería, y con los años se transformó en acaudalado vecino de Río Cuarto.
Sus transacciones comerciales fueron innumerables, entre ellas: trocó con frutos del país, vendió ovejas, invirtió en campos de la zona que lo convirtieron en un gran terrateniente merced a la coyuntura favorable abierta por la Conquista del Desierto realizada por el general Julio Argentino Roca y –dados sus lazos con la familia Roca– negoció con ramos generales, fue socio de una sociedad agrícola, intermedió en la compraventa de campos y ganados, operó en el crédito bancario y llegó a ser –junto a Alejandro Roca– garante de los créditos del general Julio A. Roca con motivo de su campaña presidencial que lo llevó a ser elegido Presidente de la República Argentina por el Partido Autonomista Nacional, en 1880.
En 1881, en dos establecimientos agropecuarios introdujo la mestización bovina, por medio de vacunos de pedigree de procedencia inglesa,[cita requerida] aplicando una producción netamente capitalista.
Al poder económico Olmos añadió el político, por lo que desempeñó varios cargos municipales en Río Cuarto en 1868, 1869, 1876, 1877, 1878, 1880 y 1881.

## Gobernador de la provincia de Córdoba
Ambrosio Olmos se vinculó al general Julio A. Roca, al doctor Miguel Juárez Celman y a sus allegados, dado que en aquel entonces Río Cuarto era un auténtico semillero de dirigentes.
Por todo esto, fue el candidato a gobernador de Córdoba apoyado por Roca y el Partido Autonomista Nacional que triunfó en los comicios provinciales de 1885/86, llevando como vicegobernador a José Echenique. El otro candidato a gobernador era el jefe de policía Marcos N. Juárez, apoyado por su hermano el doctor Miguel Juárez Celman, y el gobernador saliente, Gregorio Gavier.
Olmos inició su gobierno, progresista y polémico, el 17 de mayo de 1886. Se rodeó de importantes figuras políticas, teniendo en su gabinete a un ministro de la talla del doctor Ramón J. Cárcano, hombre muy allegado al juarismo, en la cartera de Gobierno, Justicia y Culto. Olmos, que había logrado acumular una colosal fortuna por propios medios, no podía carecer de iniciativas, creatividad, artimañas ni artilugios para desempeñar el cargo. Empero era poco afecto a cuestiones burocráticas o a formulismos, lo que pudo coadyuvar a su posterior defenestramiento.
En el mensaje inaugural de su gobierno, Olmos delineó los objetivos centrales de su mandato, que fue cumpliendo puntualmente: continuó obras iniciadas por gobiernos anteriores, como las  de los diques Río Tercero, Mal Paso y San Roque y el parque Juárez Celman, luego Elisa (actual Parque Las Heras); entre las obras nuevas inició el gran proyecto de derrumbe, nivelación y urbanización de una parte de las barrancas que ahogaban la ciudad, que dieron lugar al Parque Sarmiento y la Nueva Córdoba; construyó la Plaza Colón; inició el ferrocarril desde Córdoba, que pasando por Río Cuarto llegó hasta los límites con Santa Fe; edificó  una cárcel penitenciaria y el teatro oficial (actual San Martín); el museo politécnico; el hipódromo (actual Jockey Club); incentivó la colonización agrícola a través de una ley auspiciosa y construyó numerosas escuelas públicas. 
Bajo su gobierno también tuvo lugar la esencial reforma del año 1886 en el Banco Provincial de Córdoba, por la cual al aumentar su capital, logró sacar la entidad del círculo restringido de la ciudad para volcar el crédito en la agricultura y la ganadería de la provincia que logró desarrollar.
A pesar de toda esta obra una de las causas de su caída fue la polémica supresión de impuestos y patentes que sustentara siguiendo su política de incentivos a la industria, la agricultura y la ganadería, impulsado bajo su ideario liberal de descomprimir a estos dos sectores tan dinámicos en la economía provincial. En 1886 suprimió el pago del impuesto a la venta de mercaderías y a las bebidas alcohólicas y fermentadas, y en 1887 presentó a las cámaras provinciales un proyecto para la eliminación de la contribución de ganados y el impuesto de frutos, que fue rechazado por su propia fracción.
La relación de fuerzas en la legislatura se había invertido, y Olmos a partir de ese momento fue avalado por la oposición, a la par que era repudiado por los que lo habían votado. 
Un factor importante habrían sido los turbios manejos de su antagonista, Marcos N. Juárez, que había continuado en su cargo de Jefe de Policía y quien junto a su hermano –que era el Presidente de la República– conspiraron para defenestrar a Olmos, incluso por el solo hecho de ser hombre del roquismo.
Finalmente, en marzo de 1888 se le promovió un juicio político por variados cargos: haberse negado a cumplir una ley que al autorizar al P.E. a contraer un empréstito, ordenaba que su producido fuera aplicado al pago de los fondos públicos; haber dejado sin cumplimiento las leyes de impuestos a ganados y frutos nacionales; haber contraído gastos para los que no estaba autorizado al contratar terrenos a precios elevados; haber autorizado sin contrato obras que implicaban un gran desembolso, como las obras de irrigación de los Altos; haber tratado de intimidar al Jefe Político del Departamento Sobremonte; etcétera. 
El juicio político mantuvo visos de legalidad, por lo que la Cámara de Diputados nombró una comisión para sostener la acusación ante el Senado. Sin embargo, era un secreto a voces que muchos miembros de las mismas integraban a través del Club El Panal, una asociación secreta masónica creada y bajo las órdenes del juarismo, que buscaba destituir al gobernador Olmos.
El diario El Porvenir afirmó:

«El juicio político de que se trata no es otra cosa que una miserable confabulación contra la persona del Sr. Olmos, a quien se quiere separar del gobierno, no en el interés de la justicia ni por respeto a las instituciones, sino con fines rastreros de ambición y preponderancia personales... si su presencia al frente del gobierno de Córdoba incomodaba... es porque sin faltar a la lealtad de partidario ha creído que podía y debía administrar los fondos de la provincia a lo menos conservándose personalmente limpio y puro en el manejo de los dineros públicos, y también porque, cansado de humillaciones y vejámenes, ha querido hacer respetar su autoridad de primer magistrado por todos los empleados subalternos, sin excluir al mismo Subintendente de Policía que jactábase de tenerle prisionero en su despacho.»

Como consecuencia del juicio político y a pesar de que Ambrosio Olmos fue defendido por el doctor Lucio Vicente López, el 13 de abril de 1888 fue encontrado culpable y exonerado del cargo de gobernador.

## Su matrimonio

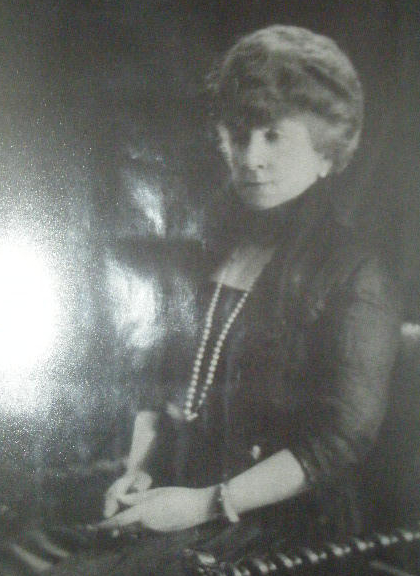
Adelia María Harilaos de Olmos, quien fue esposa de Ambrosio Olmos y Condesa y Marquesa pontificia

Posteriormente, Ambrosio Olmos se radicó en Buenos Aires, desde donde continuó administrando su enorme fortuna personal en comercios, estancias y ganados. Fundó el Banco Sudamericano, presidiéndolo durante varios años.
En París conoció a una joven de la aristocracia porteña, Adelia María Harilaos, con la que contrajo matrimonio el  2 de mayo de 1902, a pesar de llevarle más de veinte años de diferencia. El matrimonio duró pocos años, ya que Olmos falleció por una dolencia al estómago en 1906. Le dejaba a su viuda seis estancias con una extensión de más de 200 000 has. 
Su joven esposa supo honrar su memoria, concretando por su gran devoción católica numerosas obras de caridad. Vale decir, que su única y gran preocupación después de enviudar fueron sus donaciones a la Iglesia y los pobres, por lo que recibió numerosas distinciones papales, incluyendo las de Condesa y Marquesa Pontificia y el reconocimiento de numerosas instituciones de beneficencia públicas y privadas. Falleció en Buenos Aires en el año 1949.